# Setmana Catalana de 1973
La Setmana Catalana de 1973, va ser l'11a edició de la Setmana Catalana de Ciclisme. Es disputà en 6 etapes del 26 al 30 de març de 1973. El vencedor final fou l'espanyol Luis Ocaña de l'equip Bic per davant d'Eddy Merckx i Herman van Springel.
Els favorits no van aparèixer fins a les últimes etapes. Ocaña va consolidar el triomf a la contrarellotge de Vallvidrera. Era la segona victòria final del ciclista castellà a la Setmana Catalana.

## Etapes
| Etapa | Data       | Ciutats d'etapa                                              | km    | Vencedor de l'etapa         | Líder de la general   |
| ----- | ---------- | ------------------------------------------------------------ | ----- | --------------------------- | --------------------- |
| 1a    | 26 de març | Malgrat de Mar – Berga                                       | 174,0 | Raymond Delisle (FRA)       | Raymond Delisle (FRA) |
| 2a    | 27 de març | Guardiola de Berguedà – Sant Miquel d'Engolasters ( Andorra) | 164,0 | Gerard Vianen (NED)         | Raymond Delisle (FRA) |
| 3a    | 28 de març | La Seu d'Urgell – Tossa de Montbui                           | 231,0 | Jean-Pierre Parenteau (FRA) | Raymond Delisle (FRA) |
| 4a    | 29 de març | Montserrat – Castelldefels                                   | 249,0 | Eddy Peelman (BEL)          | Luis Ocaña (ESP)      |
| 5a A  | 30 de març | Molins de Rei - Vallvidrera (CRI)                            | 13,0  | Luis Ocaña (ESP)            | Luis Ocaña (ESP)      |
| 5a B  | 30 de març | Sabadell – L'Hospitalet de Llobregat                         | 154,0 | Eddy Peelman (BEL)          | Luis Ocaña (ESP)      |

### 1a etapa[1]
26-03-1973: Malgrat de Mar - Berga, 174,0 km.:
|   | Ciclista               | Equip             | Temps      |
| - | ---------------------- | ----------------- | ---------- |
| 1 | Raymond Delisle (FRA)  | Peugeot-BP        | 5h 17' 37" |
| 2 | Raymond Poulidor (FRA) | Gan-Mercier       | + 33"      |
| 3 | Joop Zoetemelk (NED)   | Gitane-Frigecreme | m. t.      |

### 2a etapa[1]
27-03-1973: Guardiola de Berguedà - Sant Miquel d'Engolasters, 164,0 km.
|   | Ciclista                 | Equip              | Temps      |
| - | ------------------------ | ------------------ | ---------- |
| 1 | Gerard Vianen (NED)      | Gitane-Frigecreme  | 5h 01' 12" |
| 2 | Théo van der Leeuw (NED) | Canada Dry-Gazelle | + 2' 10"   |
| 3 | José Gómez Lucas (ESP)   | La Casera          | + 2' 46"   |

### 3a etapa[2]
28-03-1973: La Seu d'Urgell – Tossa de Montbui, 231,0 km.:
|   | Ciclista                    | Equip      | Temps      |
| - | --------------------------- | ---------- | ---------- |
| 1 | Jean-Pierre Parenteau (FRA) | Peugeot-BP | 5h 37' 12" |
| 2 | Ward Janssens (BEL)         | Molteni    | + 52"      |
| 3 | Pedro Torres Cruces (ESP)   | La Casera  | + 57"      |

### 4a etapa[3]
29-03-1973: Montserrat – Castelldefels, 249,0 km.:
|   | Ciclista             | Equip       | Temps      |
| - | -------------------- | ----------- | ---------- |
| 1 | Eddy Peelman (BEL)   | Rokado      | 6h 02' 39" |
| 2 | Jacky Mourioux (FRA) | Gan-Mercier | m. t.      |
| 3 | Roger Swerts (BEL)   | Molteni     | m. t.      |

### 5a etapa A[4]
30-03-1973: Molins de Rei - Vallvidrera (CRI), 13,0 km.:
|   | Ciclista                  | Equip   | Temps    |
| - | ------------------------- | ------- | -------- |
| 1 | Luis Ocaña (ESP)          | Bic     | 23' 27"  |
| 2 | Eddy Merckx (BEL)         | Molteni | + 28"    |
| 3 | Herman van Springel (BEL) | Rokado  | + 1' 11" |

### 5a etapa B[4]
30-03-1973: Sabadell – L'Hospitalet de Llobregat, 151,0 km.:
|   | Ciclista               | Equip     | Temps      |
| - | ---------------------- | --------- | ---------- |
| 1 | Eddy Peelman (BEL)     | Rokado    | 6h 22' 33" |
| 2 | Jos Huysmans (BEL)     | Molteni   | m. t.      |
| 3 | Jesús Manzaneque (ESP) | La Casera | m. t.      |

## Classificació General
|    | Ciclista                  | Equip              | Punts       |
| -- | ------------------------- | ------------------ | ----------- |
| 1  | Luis Ocaña (ESP)          | Bic                | 26h 52' 05" |
| 2  | Eddy Merckx (BEL)         | Molteni            | + 51"       |
| 3  | Herman van Springel (BEL) | Rokado             | + 1' 35"    |
| 4  | Santiago Lazcano (ESP)    | Kas-Kaskol         | + 9' 52"    |
| 5  | Ben Koken (NED)           | Canada Dry-Gazelle | + 14' 58"   |
| 6  | Joseph Bruyère (BEL)      | Molteni            | + 15' 18"   |
| 7  | Roger Swerts (BEL)        | Molteni            | + 16' 03"   |
| 8  | Ventura Díaz (ESP)        | Monteverde         | + 16' 26"   |
| 9  | Domingo Perurena (ESP)    | Kas-Kaskol         | + 21' 08"   |
| 10 | Barry Hoban (GBR)         | Gan-Mercier        | + 24' 25"   |